# Фелипе-Каррильо-Пуэрто (муниципалитет)
Фели́пе-Карри́льо-Пуэ́рто (исп. Felipe Carrillo Puerto) — муниципалитет в Мексике, штат Кинтана-Роо, с административным центром в одноимённом городе. Численность населения, по данным переписи 2020 года, составила 83 990 человек.

## Общие сведения
Своё название муниципалитет получил в честь Фелипе Каррильо Пуэрто — губернатора штата Юкатан (1922—1924).
Площадь муниципалитета равна 12 938,3 км², что составляет 28,9 % от площади штата, а наиболее высоко расположенное поселение Филомено-Мата, находится на высоте 32 метра.
Он граничит с другими муниципалитетами штата Кинтана-Роо: на северо-востоке с Тулумом, на юге с Бакаларом, и на западе с Хосе-Мария-Морелосом, на северо-западе граничит с другим штатом Мексики — Юкатаном, а на востоке омывается водами Карибского моря.

## Учреждение и состав
Муниципалитет был образован 8 октября 1974 года при создании штата Кинтана-Роо.
По данным 2020 года в его состав входит 178 населённых пунктов, самые крупные из которых:
| Код INEGI                  | Населённый пункт                                                                                              | Численность населения (2005 год) | Численность населения (2010 год) | Численность населения (2020 год) |
| -------------------------- | --- | -------------------------------- | -------------------------------- | -------------------------------- |
| 002                        | Всего | 65373                            | 75026                            | 83990                            |
| 0001                       | Фелипе-Каррильо-Пуэрто (исп. Felipe Carrillo Puerto) 19°34′43″ с. ш. 88°02′48″ з. д. (административный центр) | 21530                            | 25744                            | 30754                            |
| 0250                       | Тихосуко (исп. Tihosuco) 20°11′50″ с. ш. 88°22′27″ з. д.                                                      | 4607                             | 4994                             | 5228                             |
| 0044                       | Чунхухуб (исп. Chunhuhub) 19°35′10″ с. ш. 88°35′33″ з. д.                                                     | 3928                             | 4644                             | 4375                             |
| 0239                       | Сеньор (исп. Señor) 19°50′38″ с. ш. 88°08′10″ з. д.                                                           | 2872                             | 3095                             | 3785                             |
| 0248                       | Тепич (исп. Tepich) 20°14′29″ с. ш. 88°15′23″ з. д.                                                           | 2573                             | 2753                             | 3585                             |
| 0108                       | Нохбек (исп. Noh-Bec) 19°08′34″ с. ш. 88°10′11″ з. д.                                                         | 1883                             | 2045                             | 2052                             |
| 0276                       | Шхасиль-Сур (исп. X-Hazil Sur) 19°23′29″ с. ш. 88°04′32″ з. д.                                                | 1305                             | 1422                             | 1488                             |
| 0282                       | Шпичиль (исп. X-Pichil) 19°41′44″ с. ш. 88°22′41″ з. д.                                                       | 1265                             | 1340                             | 1227                             |
| 0053                       | Цула (исп. Dzulá) 19°36′12″ с. ш. 88°24′57″ з. д.                                                             | 1102                             | 1223                             | 1150                             |
| 0126                       | Польюк (исп. Polyuc) 19°36′34″ с. ш. 88°33′44″ з. д.                                                          | 934                              | 1226                             | 1148                             |
| —                          | Прочие | 23374                            | 26540                            | 29198                            |
| Названия на карте Генштаба | |                                  |                                  |                                  |

## Экономическая деятельность
По статистическим данным 2000 года, работоспособное население занято по секторам экономики в следующих пропорциях:
- сельское хозяйство и животноводство — 49,8 %;
- промышленность и строительство — 12,3 %;
- торговля, сферы услуг и туризма — 36,3 %;
- безработные — 1,6 %.

## Инфраструктура
По статистическим данным 2020 года, инфраструктура развита следующим образом:
- электрификация: 96,9 %;
- водоснабжение: 42,6 %;
- водоотведение: 87,1 %.

## Фотографии

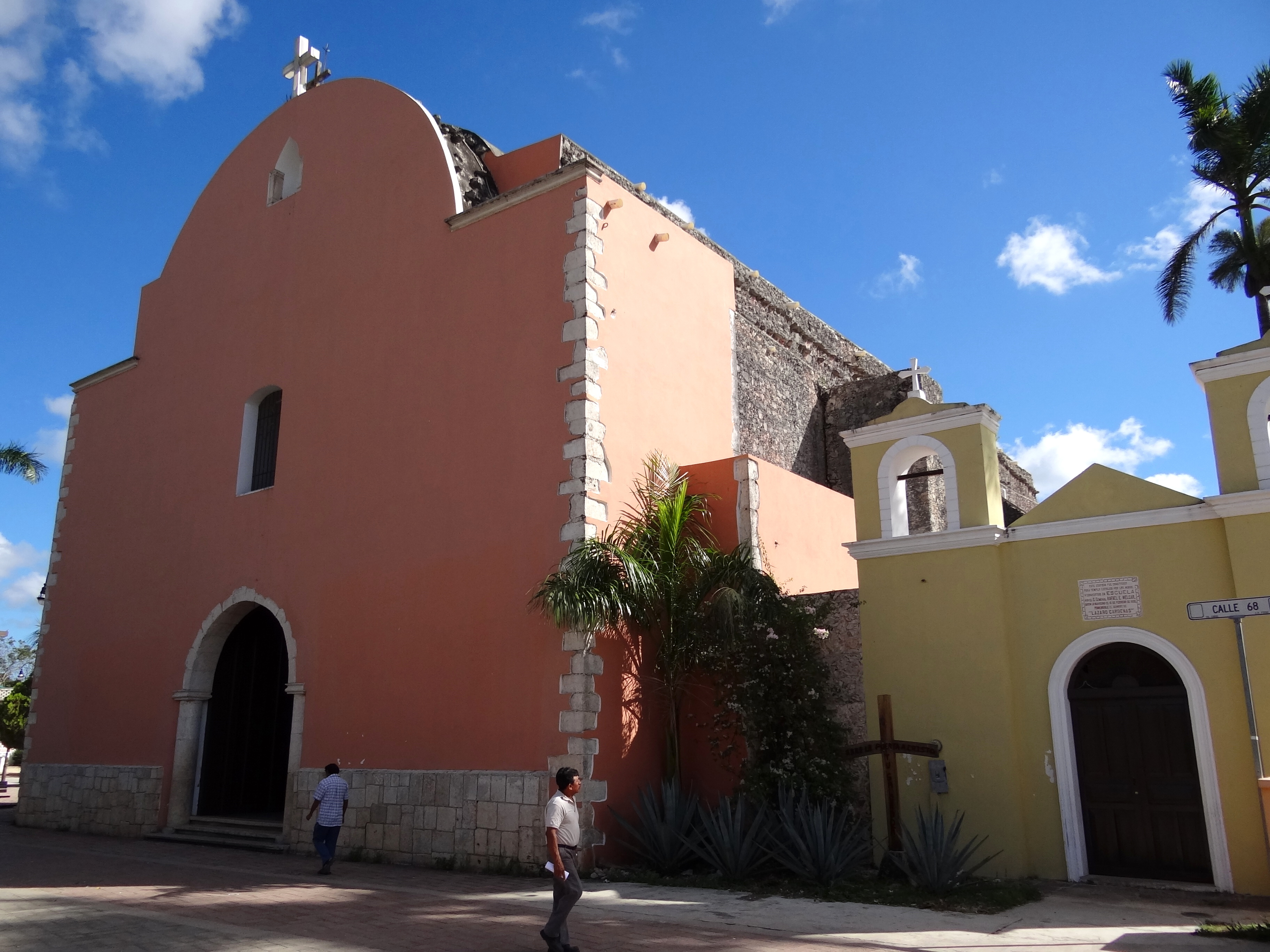
Церковь в Фелипе-Каррильо-Пуэрто
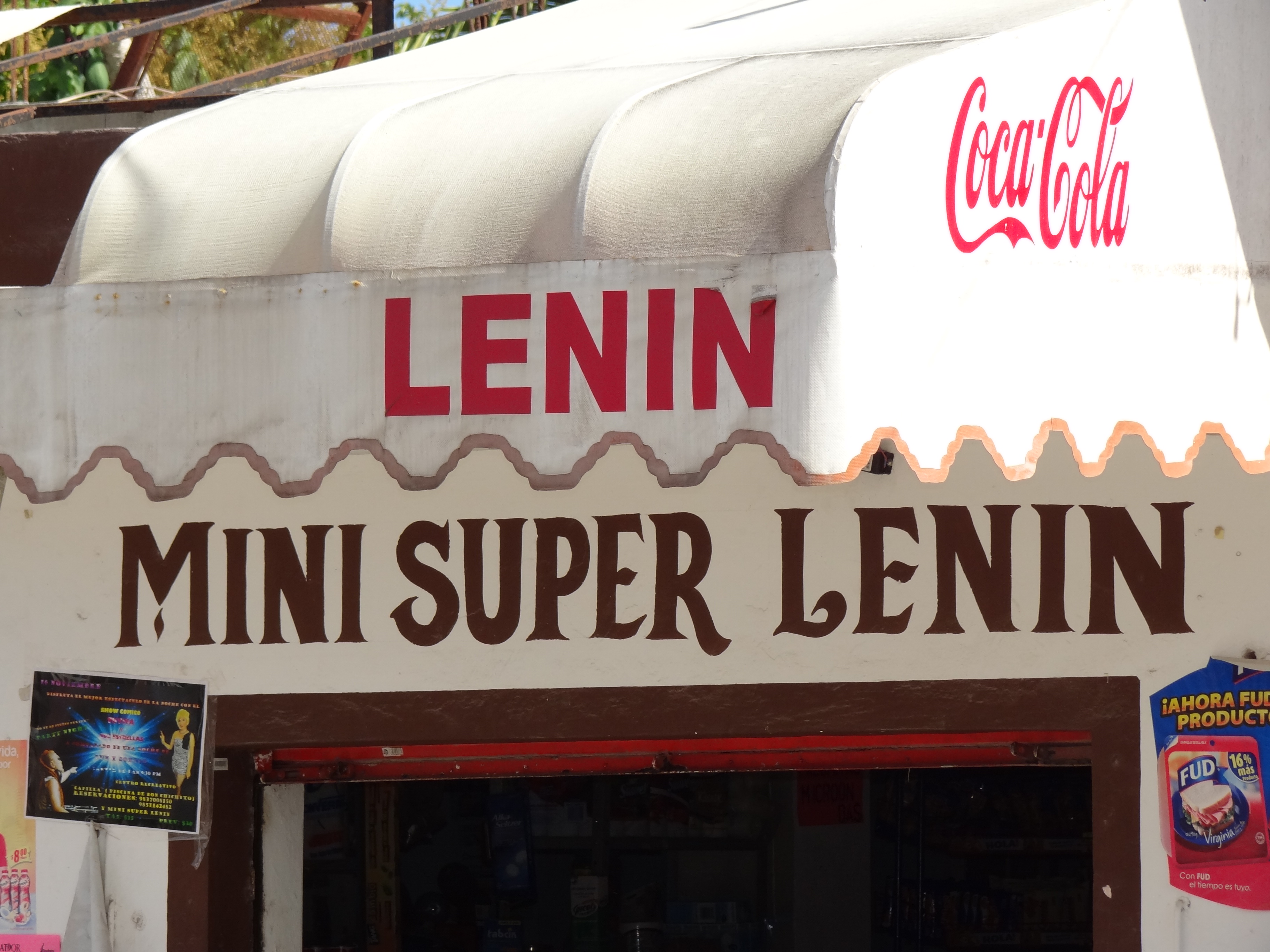
Мини-маркет «Ленин»
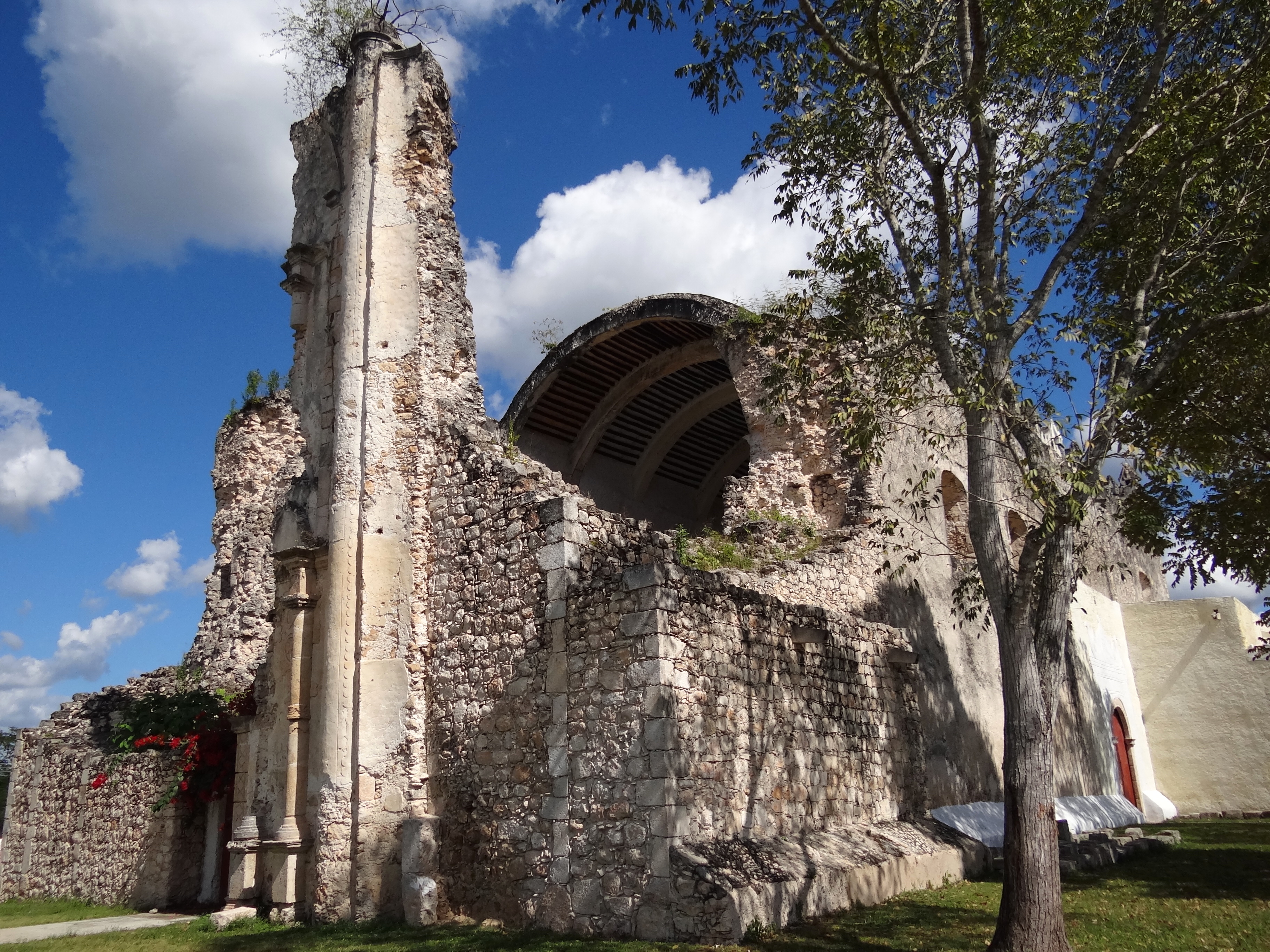
Разрушенный кафедральный собор в Тихосуко
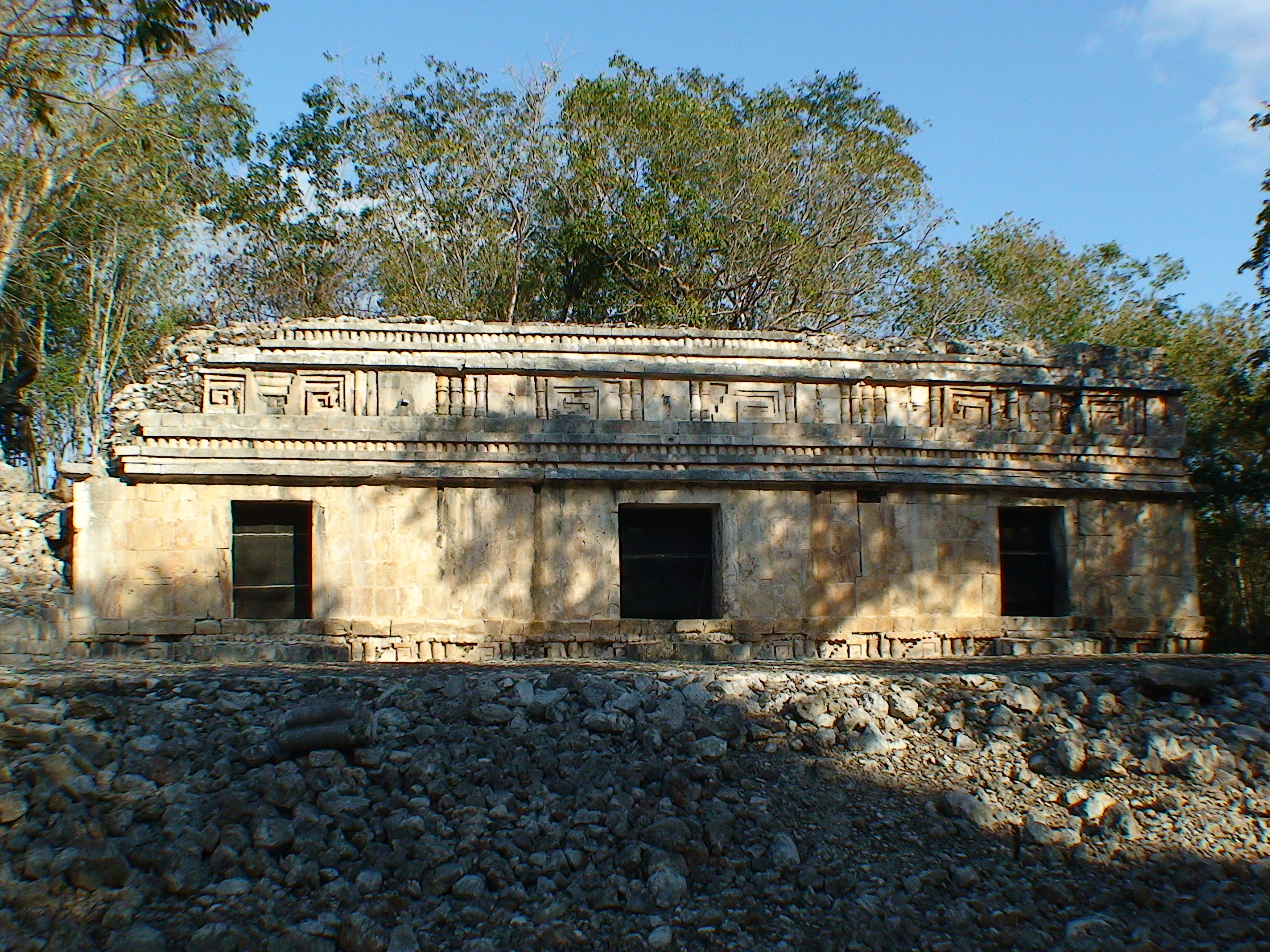
Археологическая зона в Чунхухубе